# Avtodor Saratov
Avtodor je košarkaški klub iz ruskog grada Saratova.
Natječe se u drugom razredu ruske košarke, Višoj ligi.
Osnovan je 1960. 
Danas ga trenira srbijanski trener Miroslav Nikolić.
Najveći je uspjeh ovog kluba osvajanje prvog mjesta u regularnom dijelu ruskog prvenstva 1996./97. i 1997./98. godine. Stručnjaci smatraju da nisu uspjeli osvojiti prvenstva jer su ligu nosili sa šest do sedam igrača. Kad su im se u dvama završnicama doigravanja protiv moskovskog CSKA igrači napunili osobnim pogreškama i ispadali iz igre, to je ozbiljno ugrozilo igru Avtodoru, čak i kad su u 2:2 u utakmicama gubili zadnju odlučujuću utakmicu kod kuće.

## Poznati igrači
- Jevgenij Pašutin
- Zahar Pašutin
- Beno Udrih
- Julius Nwosu
- Sergej Čikalkin
- Vitalij Nosov
- Sergej Monja
- Viktor Hrjapa
- Darius Lukminas
- Hriharij Hižnjak
- Andrej Fetisov
- Roberts Štelmahers
- Nikita Morgunov
- Sergej Smirnov

## Vanjske poveznice
- Službene stranice
- Eurobasket  Arhivirana inačica izvorne stranice od 16. listopada 2012. (Wayback Machine)